# Banque de crédit et de dépôt des Pays-Bas
La Banque de crédit et de dépôt des Pays-Bas (Nederlandsche Credit en Deposito Bank (NCDB)) est une ancienne banque fondée en 1863 à Amsterdam, avec des succursales à Paris, puis en 1870, Bruxelles, Anvers et Genève, pour faire les opérations de crédit mobilier, par la maison Bischoffein d'Amsterdam, investie dans les mines, avec la Compagnie asturienne des mines et la Banque nationale de Belgique.
Son capital social est alors de 15 millions de florins, divisé en 15 000 actions nominatives de 1000 florins, jouissant de 4 % d'intérêt et d'un dividende payable annuellement le 1er avril.

## Histoire
La Banque de crédit et de dépôt des Pays-Bas est l'héritière de l'ancienne Banque d'Amsterdam, créée en 1609, qui était avant tout une banque de virement de parties et de dépôt, placée sous la surveillance et l'administration directes de la ville d'Amsterdam. Quand en 1672 une armée française parvint jusqu'à Utrecht, une panique se déclara parmi les détenteurs de ses billets: tous réclamaient le remboursement. Elle fit face à tous ses engagements ce qui contribua à consolider son crédit. En 1790 elle commença à restreindre le remboursement de ses effets, et dut avouer en 1794 que depuis cinquante ans elle s'était mise à découvert de 10 millions et demi de florins avec la compagnie des Indes orientales, la ville d'Amsterdam et les états de Hollande et de la Frise occidentale.
Ses billets subirent immédiatement une dépréciation de 5 % puis 16 % sous la valeur nominale des titres. L'importance des opérations de la banque alla toujours en décroissant jusqu'en 1820, où elle fut mise en liquidation. En 1824 elle fut remplacée par la Banque des Pays-Bas, organisée sur le modèle de la Banque d'Angleterre. Son capital se composa à l'origine de 5 000 actions de 1 000 florins, portée en 1840 à 15 millions. Les actionnaires sont représentés par les cinquante principaux d'entre eux, qui nomment six commissaires, renouvelés annuellement par tiers et rééligibles. Les opérations sont publiées tous les mois dans le journal officiel. La Banque est administrée par cinq directeurs, nommés par le roi des Pays-Bas, sur la présentation d'une double liste de candidats présentée par les directeurs sortants et par les commissaires. Les directeurs sortent chaque année à tour de rôle et sont rééligibles. Le président et le secrétaire, également nommés par le roi, sont inamovibles.
Le 27 janvier 1872, la Banque de crédit et de dépôt des Pays-Bas fusionne avec la Banque de Paris, pour donner la Banque de Paris et des Pays-Bas (plus tard Paribas). En 1999, elle sera rachetée par la BNP, dans le cadre d'une gigantesque OPA, donnant la BNP Paribas.

## Sources
- Albert Broder, L'Économie française au XIXe siècle
- Bernard van Marken et Piet A. Geljon, La banque de crédit et de dépôt des Pays-Bas (Nederlandsche Credit en Deposito Bank) : aux origines de la Banque de Paris et des Pays-Bas, 1863-1872, Histoire, économie & société, 2013/1 (32e année), p. 19-43